# Мосты (альманах)
Мосты («Мосты. Литературно-художественный и общественно-политический альманах») — литературный альманах, издававшийся в ФРГ и США в 1958—1970 годах.
Вышло всего 15 номеров альманаха. Первые 10 номеров были изданы в Мюнхене Издательством Центрального объединения политических эмигрантов из СССР (ЦОПЭ). После ликвидации ЦОПЭ ещё два номера были выпущены под грифом «Товарищества зарубежных писателей», а последние три номера (1968—1970) были изданы в США переехавшим туда редактором альманаха Г. Андреевым.
При этом за 12 лет в альманахе было напечатано около 400 произведений 200 разных авторов. В это число входят как архивные публикации авторов, уже ушедших к тому времени из жизни (Н. Бердяев, Н. Лосский, С. Франк, Л. Шестов, Ю. Анненков, И. А. Бунин, Е. Замятин,О. Мандельштам, А. Ремизов, Ф. Степун, Г. Струве), так и сочинения активных участников эмигрантской культурной жизни (Г. Адамович, Н. Берберова, И. Одоевцева, Ю. Иваск, А. Бахрах, Г. Кузнецова, Л. Ржевский, А. Седых, Ю. Терапиано, Б. Филиппов).
Главным редактором был Ю. А. Письменный. В редколлегию входили Г. Андреев (Хомяков), Н. Н. Берберова, Ф. Т. Лебедев, В. И. Юрасов.